# Kapuce
Kapuce (z italského cappuccio, resp. z latinského cappa, což znamená „druh pokrývky hlavy, plášť“) je pokrývka hlavy nebo kus látky, která je připevněna na horní část oděvu.

Slouží k zakrytí horní části těla a k ochraně hlavy, krku a někdy i obličeje a ramen před chladem, větrem a deštěm a případně i před zvědavými pohledy. Kapuce může být součástí tradičního kroje, náboženského roucha nebo oficiálního oděvu (v anglosaských zemích, zejména na univerzitách), nebo může být módním doplňkem. Obvykle se nechává volně viset na ramenou, když se nepoužívá, a přetahuje se přes hlavu pouze v případě potřeby.

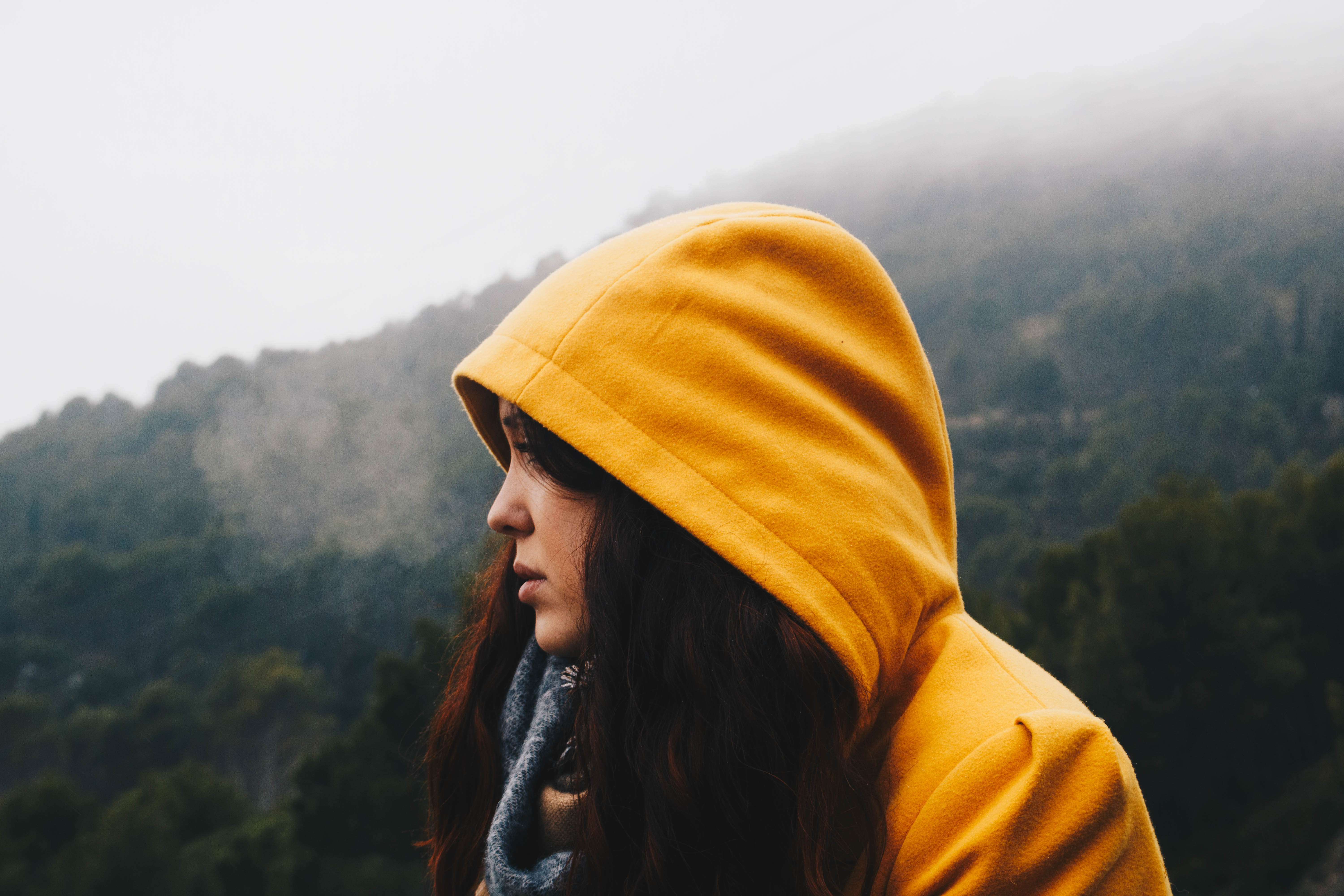
Kapuce

Kapuce vyvolává dojem mohutnějšího vzhledu i  v případě, že není přetažena přes hlavu. Přináší ale většinu svých výhod až poté, kdy přetažena přes hlavu je: nositel tak získá např. pocit soukromí, vzhled tajemné osoby nebo zmenšení pravděpodobnosti nechtěného pohledu. V neposlední řadě je zde i výhoda, kterou využívají především kapuce umístěné na pláštěnkách. Vzhledem k tomu, že kapuce překrývá hlavu, může také v dešti zamezit případnému proniknutí vody na hlavu.